# 缅甸银行列表
這是緬甸銀行列表。2017年12月时，緬甸境內共有4家國有銀行、24家本地民營銀行和13家外資銀行。

## 缅甸银行简史
1861年孟加拉银行开设仰光分行，为缅甸首家银行。1900年若开邦的首府阿恰布出现第一家本土银行。1941年日军入侵前夕，境内有24家外资汇兑银行。1946年外资银行恢复营业。
1948年1月4日独立后，4月3日设立缅甸联邦银行，1952年7月解散缅甸货币委员会，缅甸联邦银行成为中央银行。1953年设立国家农业银行，次年设立国家商业银行。1962年尼温第二次政变成功后，进入缅甸式社会主义时期。1963年2月23日，国有化14家外资银行和10家本土银行，名字易为第一人民银行至第二十四人民银行，其中本土银行号码居前。1967至1969年间，国有化並合并另15家外资银行和10家本土银行。1970年余下的国有银行含前述的第一至二十四银行全部并入缅甸人民银行，自此所有民营银行全部消失。1975年惟一的银行又按领域分为四家银行，其中恢复中央银行地位的缅甸联邦银行，也恢复缅甸农业银行，並分出缅甸经济银行和缅甸外贸银行。
1988年爆发8888民主運動后，缅甸放弃社会主义经济。1990年允许外资银行设立代表处。1992年发出银行私营执照。2003年爆发第一次金融危机，其中祐玛银行向中央银行求救后，业务遭限制而规模萎缩，私营的亚洲财富银行和五月花银行在美国财政部指控为毒贩大规模洗钱后遭缅甸政府勒令关闭，2005年缅甸环球银行并入缅甸经济银行。2012年，缅甸民营银行中资本额最大的KBZ银行爆发挤兑风潮。截至2015年，缅甸银行业仍普遍不受公众信任，小型危机可轻易恶化为挤兑。:7-8
2016年10月，由挪威電信公司和緬甸資本合資的首家移動支付金融服務商「Wave Money」獲准成立。2018年，緬甸央行頒發執照允許緬甸銀行協會與新加坡資本合資建立緬甸信貸局。

## 中央銀行
- 緬甸中央銀行（1948年成立，前身緬甸聯邦銀行，1990年改今名）[9]

## 國有銀行
- 緬甸農業銀行（1953年）[9]
- 緬甸經濟銀行（英语：Myanma Economic Bank）（1967年）[9]
- 緬甸外貿銀行（英语：Myanma Foreign Trade Bank）（1967年）[9]
- 緬甸投資與商業銀行（英语：Myanma Investment and Commercial Bank）（1989年）[9]

## 信貸局
- 緬甸信貸局（2018年）[7][8]

## 民營銀行
- 緬甸國民銀行（1992年）[10][11]
- 第一私營銀行（1992年）[10][12]
- 合作社銀行（英语：Co-operative Bank Ltd）（1992年）[10][9]
- Yadanabon銀行（1992年）[10]
- 妙瓦底銀行（1993年）[10][9]
- 仰光市銀行（1993年）[10][13]
- 祐瑪銀行（英语：Yoma Bank）（1993年）[10][14]
- 東方銀行（1993年）[10][9]
- Asia-Yangon銀行（1994年）[10]
- 吞基金銀行（英语：Tun Foundation Bank）（1994年）[10][15]
- KBZ銀行（英语：Kanbawza Bank）（1994年）[10][9]
- 緬甸工業發展銀行（1996年）[10][15]
- 世界珠寶銀行（1996年成立，2013年更今名。前身為畜產水產發展銀行〔Livestock and Breeding Development Bank〕）[10][16][11]
- Rural Development 銀行（1996年）[10][17]
- 英瓦銀行（英语：Innwa Bank）（1997年）[10][15]
- 亞洲綠色發展銀行（英语：Asia Green Development Bank）（2010年）[10][9]
- 伊洛瓦底銀行（英语：Ayeyarwady Bank）（2010年）[10][9]
- 阿馬亞聯合銀行（英语：United Amara Bank）（2010年）[10][15]
- 緬甸先鋒銀行（英语：Myanma Apex Bank）（2010年）[10][15]

### 專業銀行
其中有專業銀行，專業銀行專門針對個別行業提供貸款。在中華人民共和國類似政策性銀行。本表括弧內為執照年份。
- 緬甸小額貸款銀行（2013年）[10][18]
- 內比都西賓銀行（2013年）[10][18]
- 建設和住房發展銀行（2013年）[10][18]
- Shwe Rural and Urban Development Bank（2014年）[10][18]
- Ayeyarwaddy Farmers Development Bank（2015年）[10][18]
- 榮譽農民開發銀行（2018年）[19][10]
- 緬甸旅遊業銀行（2018年）[19]
- 礦產發展銀行（2018年）[19]
- 曼德勒農民發展銀行（2020年）[19][10]
- 瑞南索銀行（尚未頒照）[19]

## 移動金融服務
- Wave Money（2016年）[20]
- M-Pitesan（2017年）[20]
- OK$（2017年）[20]
- My Money（2018年）[20]
- MPT Money（2019年）[20]

## 外資銀行
- 三菱日聯銀行（2015年）[21]
- 華僑銀行（2015年）[21]
- 三井住友銀行（2015年）[21]
- 大華銀行（2015年）[21]
- 盤谷銀行（2015年）[21]
- 中國工商銀行（2015年）[21]
- 馬來亞銀行（2015年）[21]
- 瑞穗銀行（2015年）[21]
- 澳盛銀行（2015年）[21]
- 越南投資發展銀行（2016年）[21]
- 新韓銀行（2016年）[21]
- 玉山商業銀行（2016年）[21]
- 印度國家銀行（2016年）[21]
- 兆豐國際商業銀行（2021年）[21]
- 韓國產業銀行（2021年）[21]
- 國泰世華商業銀行（2021年）[21]
- 中國銀行（香港）（2021年）[21]